# Earlysville (Virginie)
Earlysville est une census-designated place située dans le comté d'Albemarle, dans l’État de Virginie, aux États-Unis. Lors du recensement de 2020, elle comptait 1 153 habitants.